# Real Media Variable Bitrate
RMVB (Real Media Variable Bitrate) és un format de vídeo de RealMedia desenvolupat per RealNetworks.
Inicialment, aquest format només era suportat pel RealPlayer, reproductor també creat per aquesta companyia.
Els formats més comuns de RealMedia estaven dissenyats per a l'ús a Internet mitjançant fluxos de dades amb una taxa constant. En canvi, el format RMVB es caracteritza per tindre una taxa variable de dades, especialment enfocada al desament de fitxers multimèdia de forma local. Els fitxers amb aquest format solen utilitzar l'extensió .rmvb, i en comparació amb altres formats de compressió com DivX o XviD, destaca la capacitat de disminuir la mida dels fitxers, utilitzant la mateixa raó de compressió.
Aquest fet ha provocat un interès a les xarxes P2P, ja que pot compartir un mateix fitxer multimèdia, amb la mateixa qualitat, però substancialment més menut, pel que redueix també el temps de descàrrega.
En l'actualitat el format RMVB, ja posseeix suport per a altres reproductors multimèdia gràcies a projectes com els de Real Player Alternative, permetent així que aquests tipus de fitxers puguen ser reproduïts per qualsevol altre reproductor diferent de RealPlayer, així com la possibilitat de transformar un fitxer codificat amb RMVB a qualssevol altre format com l'MPEG.

## Identificació
El Sistema Operatiu pot identificar el fitxer gràcies als 4 primers octets ".RMF", o traduït a l'hexadecimal 2E 52 4D 46.